# Lüderitz
Lüderitz (ehemals sowie inoffiziell noch heute Lüderitzbucht, bei Gründung Lüderitzort) ist eine namibische Hafenstadt an der Lüderitzbucht am östlichen Südatlantik. Sie liegt im Wahlkreis ǃNamiǂNûsKlicklaut (ehemals Lüderitz) der Region ǁKharas im Süden Namibias und hat 16.125 Einwohner (Stand 2023).
Lüderitz wurde am 12. Mai 1883 gegründet.

## Geschichte

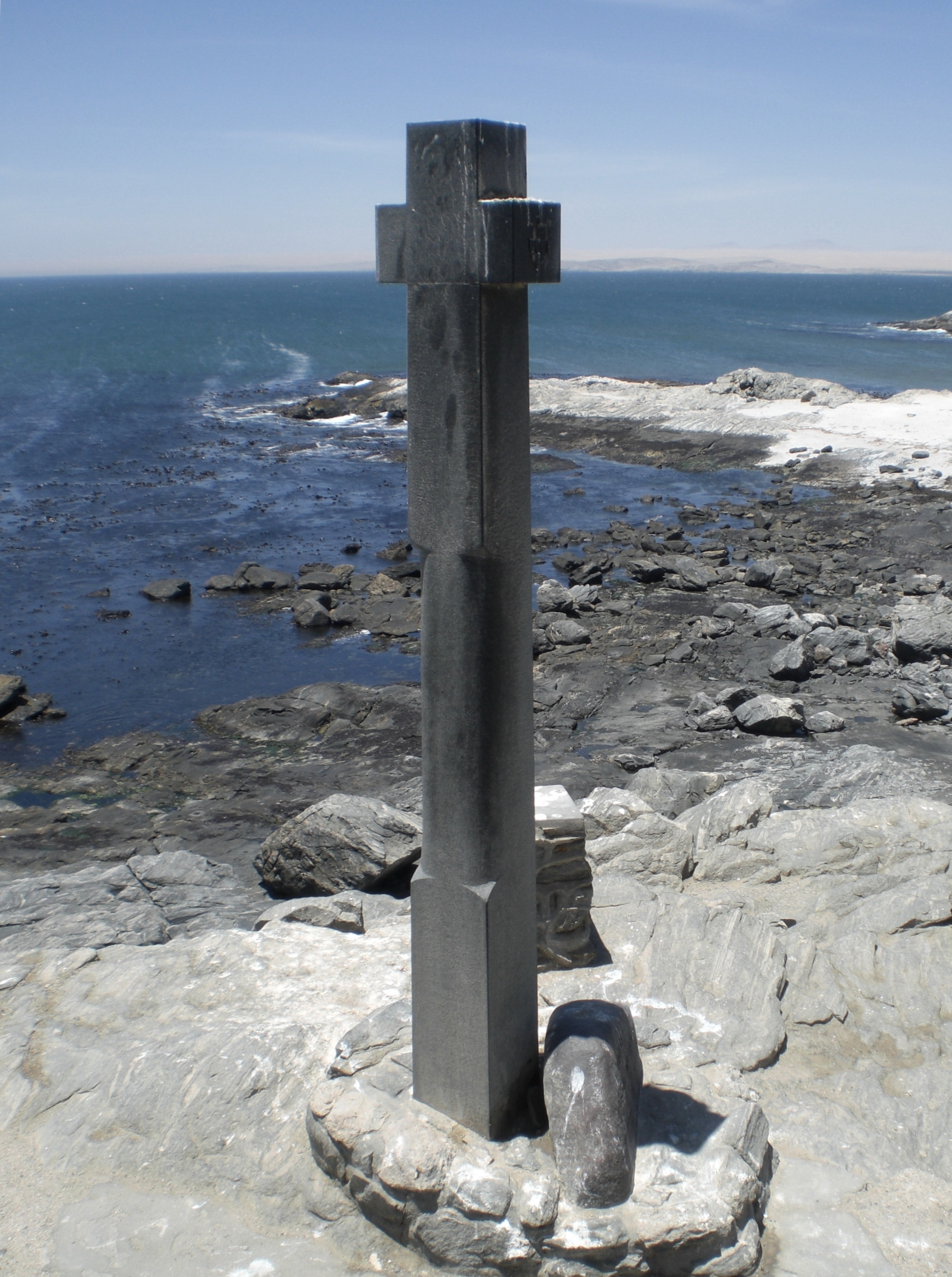
Nachbildung des Diaz-Kreuzes von 1487 auf der Diaz-Spitze

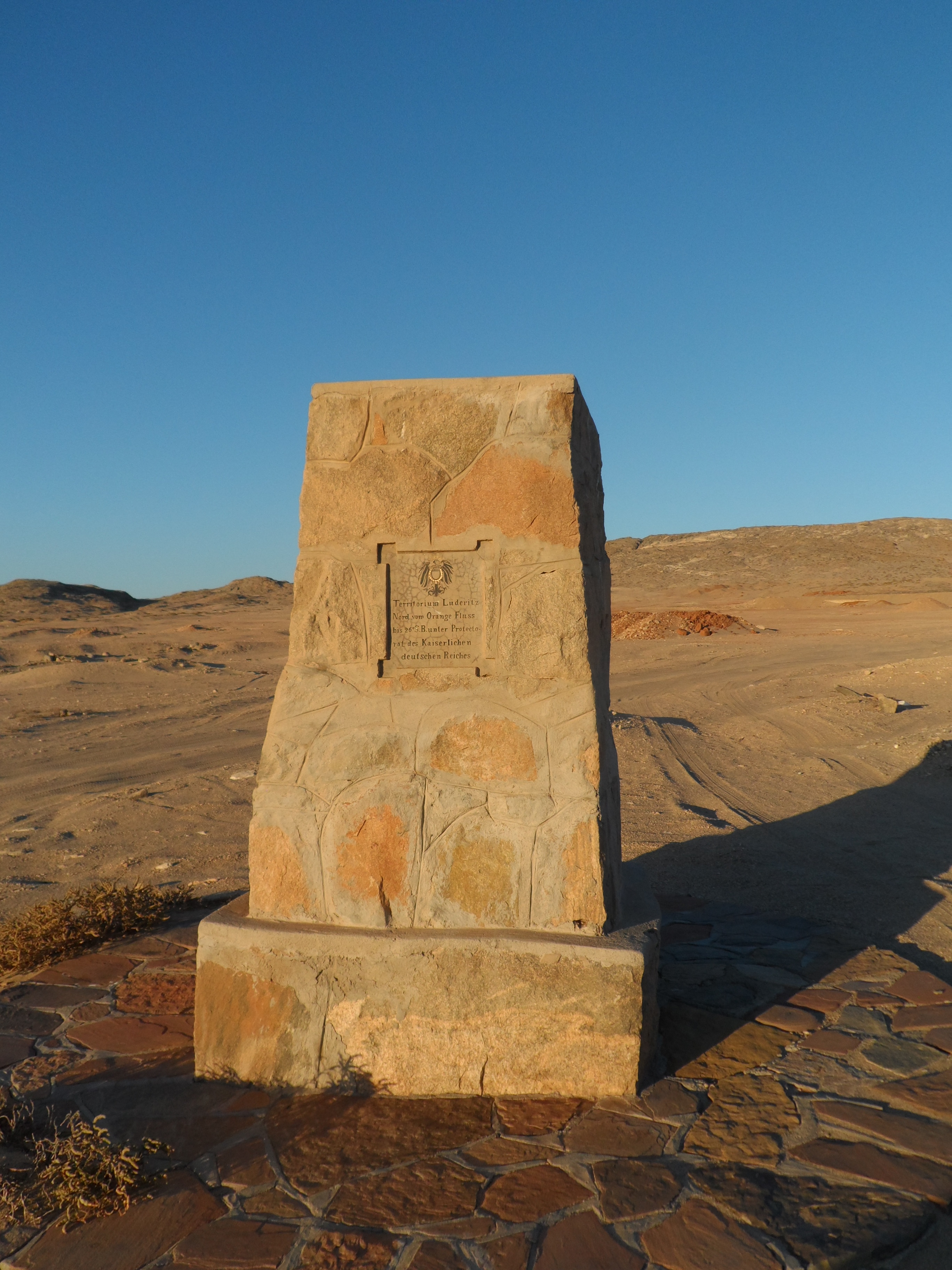
Das Lüderitz-Denkmal an der Industrial Road in Lüderitz

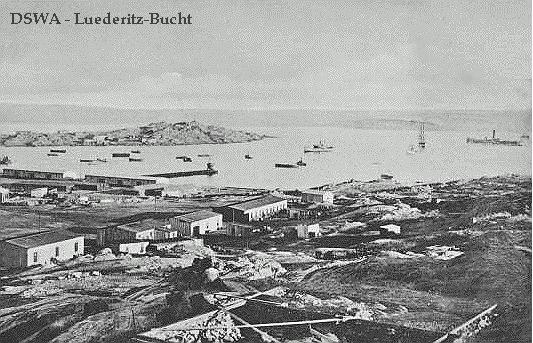
Lüderitz um 1900

### Angra Pequena
Der portugiesische Seefahrer Bartolomeu Diaz landete 1487 auf der Suche nach dem Seeweg nach Indien als erster Europäer in der Großen Bucht. Die heute Lüderitzbucht genannte Bucht nannte er Angra Pequena (‚Kleine Bucht‘). Bevor Diaz weitersegelte, errichtete er traditionsgemäß als Zeichen der Inbesitznahme ein Steinkreuz mit Wappen, ein sogenanntes Padrão, an der Diaz-Spitze auf der Lüderitzhalbinsel. Das stark erodierte Originalkreuz wurde 1929 durch eine Nachbildung ersetzt. Die fast unkenntlich gewordenen Teile des Originals sind in Museen in Kapstadt und Lissabon ausgestellt.
Eine tatsächliche Inbesitznahme der Bucht und des umgebenen Landes fand in den folgenden Jahrhunderten indes weder durch Portugiesen noch durch eine andere europäische Macht statt. Lediglich die der Küste vorgelagerten Pinguin-Inseln, deren reiche Guano-Vorkommen seit der Mitte des 19. Jahrhunderts ausgebeutet wurden, wurden ab 1861 von den Briten in Besitz genommen.

### Lüderitzland
Der Bremer Tabakhändler Adolf Lüderitz landete 1883 in der Angra Pequena. Lüderitz wollte das allgemein als wertlos angesehene Land um die Bucht erwerben, weil er hoffte, dort Bodenschätze zu finden. Durch seinen Mitarbeiter und Teilhaber Heinrich Vogelsang handelte er dem Orlam-Führer Josef Frederiks II. in Bethanien am 1. Mai 1883 ein nach allen Richtungen fünf Meilen großes Landstück ab, um darauf einen Handelsposten zu errichten. Frederiks erhielt dafür 100 Goldpfund sowie 200 Gewehre. Etwa vier Monate später, am 25. August, verkaufte Frederiks erneut Land an Lüderitz, welches diesmal ein zirka 40 Meilen langes und 20 Meilen tiefes Landstück war (seiner Ansicht nach ein zirka 70 × 35 Kilometer großes Gebiet). Nach Vertragsabschluss wurde dem Verkäufer klargemacht, dass es sich nicht um englische Meilen (zirka 1,6 Kilometer), sondern selbstverständlich um preußische Meilen zu 7,5 Kilometer handelte und er damit den Großteil seines Stammesgebietes von 300 × 150 Kilometer verkauft hatte. Dieser Handel ging als „Meilenschwindel“ in die Annalen ein.
Im April 1884 gab die deutsche Reichsregierung dem Ansinnen Lüderitz’ statt, seine Erwerbung vor britischen Ansprüchen zu schützen. Am 7. August 1884 wurde auf den in der Lüderitzbucht liegenden deutschen Korvetten auf Anweisung von August Lüderitz die deutsche Flagge gehisst und das Land offiziell unter den Schutz des Deutschen Reiches gestellt. Das 1903 auf dem Alten Friedhof errichtete Lüderitz-Denkmal erinnert an die Inbesitznahme des Landes unter dem Schutz des Deutschen Reichs.
Als Lüderitz’ umfangreiche und teure Suche nach den erhofften Bodenschätzen erfolglos blieb, geriet er in wirtschaftliche Bedrängnis und musste Lüderitzland 1885 an die Deutsche Kolonialgesellschaft für Südwestafrika verkaufen. Nach Lüderitz’ Tod 1886 verlieh die Kolonialgesellschaft der Bucht Angra Pequena den Namen Lüderitzbucht.

### Aufschwung als Teil Deutsch-Südwestafrikas
Einen sehr bescheidenen Aufstieg erlebte der kleine Ort erst 1904 mit der Stationierung der hier im Kampf gegen die aufständischen Nama (Namakrieg) benötigten Schutztruppen-Soldaten. In dieser Zeit war die Stadt vor allem für das vor der Küste auf der Shark Island errichtete Konzentrationslager bekannt. Hier wurden die im Namakrieg gefangengenommenen Orlam und Nama mit ihren Familien interniert. Von den rund 2000 Inhaftierten überlebten wegen der dort herrschenden schlechten Hygiene- und Witterungsverhältnisse nur zirka 450 Stammesangehörige. Das Lager wurde erst auf energisches Drängen der im Lande tätigen Missionare geschlossen und ins Landesinnere verlegt.
Erst lange nach dem Tode von Adolf Lüderitz – er galt seit 1886 als im Rahmen einer Erkundungstour zum Oranje verschollen – wurden im Jahr 1908 beim Bau einer Schmalspurbahn Diamanten bei Lüderitz entdeckt, was zu einem kurzzeitigen Boom führte. Der zunehmend industriell betriebene Diamantenabbau, die mit ihm ins Land strömenden Glücksritter und der Bau der Diamantensiedlung Kolmanskuppe brachten auch für Lüderitz einen steilen Aufstieg zu einer ausgesprochen wohlhabenden Stadt mit sich. In der Folgezeit entwickelte sich Lüderitz zu einem florierenden Handelshafen. Das Gouvernement stationierte hier das Bereisungsschiff Okahandja. Seine Rolle als wichtigster Hafen der Kolonie musste Lüderitz aber bald an das zentraler gelegene Swakopmund abtreten, wo ein künstlicher Hafen angelegt wurde.

Lüderitz um 1910
Blick über Lüderitz auf die Haifischinsel
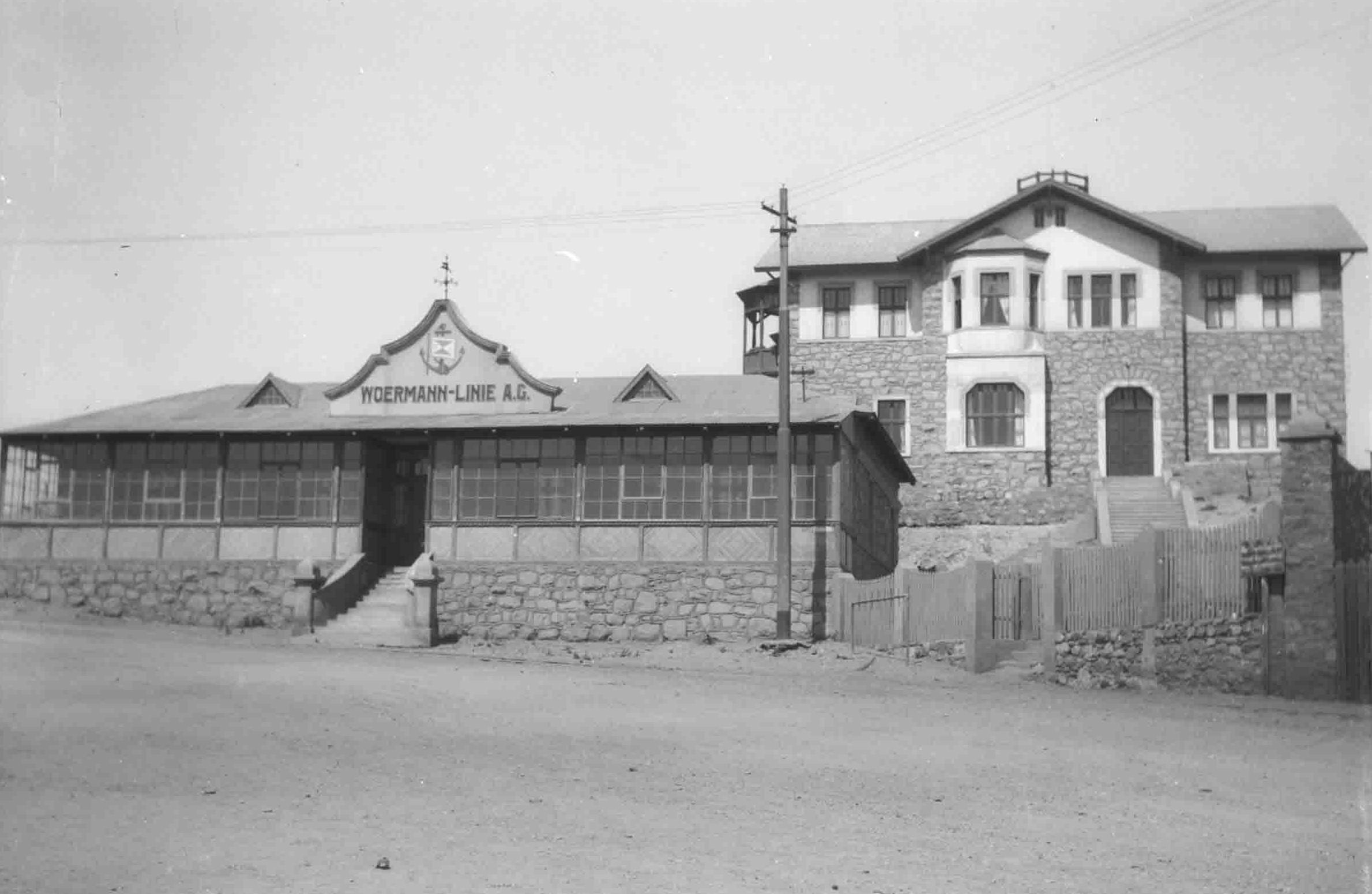
Das Woermannhaus
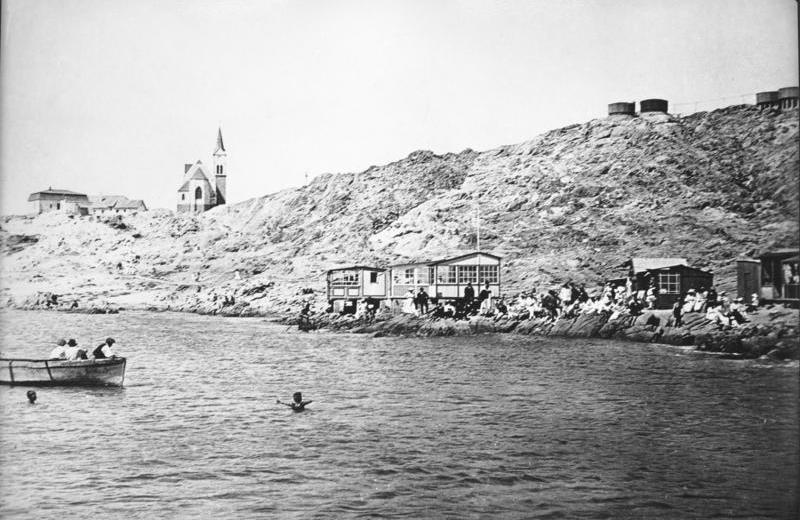
Badestrand bei Lüderitz
Zug der Lüderitzbahn beim Durchqueren der Wüste

### Bedeutungsverlust nach dem Ersten Weltkrieg

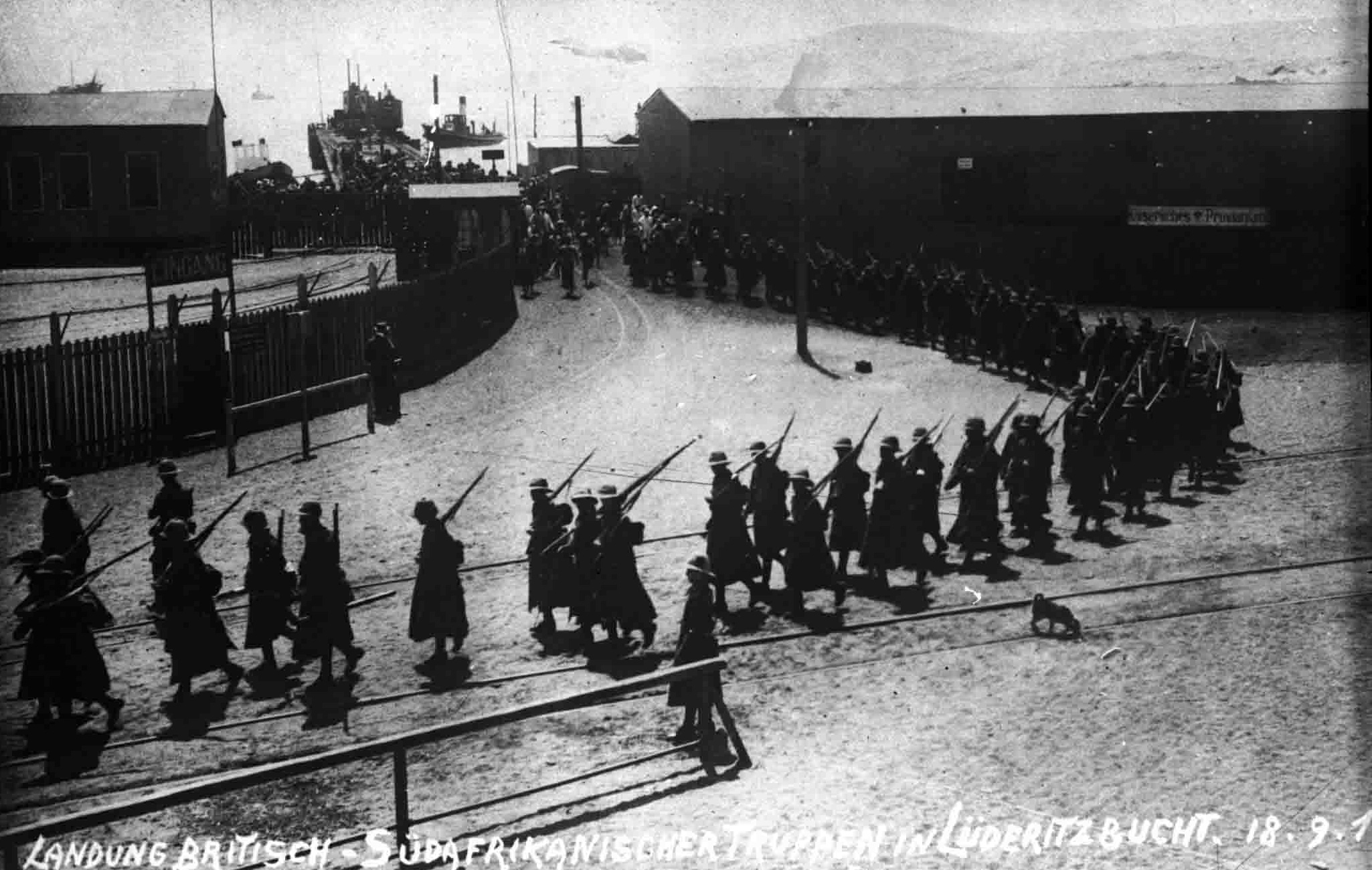
Landung südafrikanischer Truppen in Lüderitz

Nach Ausbruch des Ersten Weltkriegs wurde Lüderitzbucht am 19. September 1914 kampflos von südafrikanischen Truppen besetzt. Die dort stationierte Küstenfunkstelle wurde schon am 14. September nach Aus verschoben.
Die deutsche Zivilbevölkerung wurde in Südafrika interniert. Mit Ende des Krieges wurde Lüderitz Teil des von Südafrika verwalteten Mandatsgebiets Südwestafrika.
Ab 1920 verlor Lüderitz stark an Bedeutung, da sich der Diamantenabbau immer weiter nach Süden verlagert hatte. Kolmannskuppe wurde zur Geisterstadt. In Lüderitz konnten sich eine bescheidene Fischfangindustrie und in ihrem Umfeld einige Bootswerften etablieren. Daneben existierten noch einige kleinere Teppichwebereien, da im Süden des heutigen Namibia die Karakulschafzucht mit einigem Erfolg betrieben wurde. Ansonsten aber hatte Lüderitz bald nichts mehr zu bieten, sodass der einst wohlhabenden Stadt ein ähnliches Schicksal wie Kolmanskuppe zu drohen schien.

## Name der Stadt

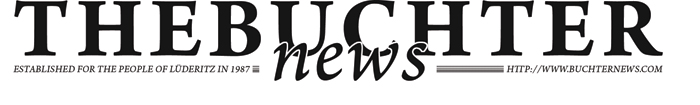
Der Name der Zeitung Buchter News bezieht sich auf die Eigenbezeichnung „Buchter“

Die Stadt ist nach dem Bremer Kaufmann Adolf Lüderitz benannt. Sie hieß kurzzeitig auch Fort Vogelsang nach Heinrich Vogelsang. Umgangssprachlich hat sich der ältere Name Lüderitzbucht gehalten. Die Einwohner aller Sprach- und Volksgruppen bezeichnen sich selbst als „Buchter“.
1993 machte der ǃAman-Chef Dawid Fredericks den Vorschlag, die Stadt in !Namiǂnûs umzubenennen. Dieser Name bedeutet Umarmung und soll auf die ersten Bewohner des Gebietes zurückgehen, die ǃAman, eine Untergruppe der Nama.
2012 billigte das namibische Kabinett diesen Namen. Im Februar 2013 wurde darüber der Lüderitzer Stadtrat in Kenntnis gesetzt. Durch Proklamation des namibischen Präsidenten Hifikepunye Pohamba wurde am 9. August 2013 der Wahlkreis Lüderitz in ǃNamiǂNûs umbenannt. Die korrekte Aussprache ist für Nicht-Khoekhoegowab-Sprecher schwer, weshalb der Name von ihnen vermieden wird. Auch Befürworter des neuen Namens meiden dessen Aussprache, da diese derjenigen eines derben Schimpfwortes ähnelt.
Aufgrund einer missverständlichen Aussage in der Proklamation des Präsidenten war zeitweilig von einer Umbenennung auch der Stadt ausgegangen worden, die örtliche Bevölkerung hatte diese jedoch nicht akzeptiert und strebte danach, in jedem Fall die deutsche Bezeichnung Bucht in einem neuen Namen zu haben.
Am 21. August 2013 versammelten sich in der örtlichen Turnhalle von Lüderitzbucht mehr als 600 Menschen unterschiedlicher Hautfarbe und Muttersprache, um gegen eine Umbenennung der Stadt zu protestieren. Zu der Versammlung kam auch die damalige Bürgermeisterin von Lüderitz, Hambelela Suzan Ndjaleka. Zahlreiche Lüderitzer unterschrieben eine Petition. Überdies fordern die Bewohner eine amtliche Entschuldigung von Charles Namoloh, Minister für Regional- und Lokalverwaltung, heißt es in der Erklärung des Komitees. Offenbar hatte Namoloh im Gespräch mit einer Tageszeitung gesagt, dass „die Buchter die öffentlichen Treffen im Zusammenhang mit der Namensänderung nicht besucht haben, weil sie vielleicht in einer Shebeen (Ausdruck für eine illegal betriebene Kneipe) waren“. Am 27. August 2013 demonstrierten Bewohner gegen eine Umbenennung.
Am 26. August 2013 erklärte Sacky Shangala, Vorsitzender der Gesetzesreform- und Entwicklungskommission (LRDC), der Namibischen Nachrichtenagentur, dass nur der Wahlkreis, jedoch nicht die Stadt Lüderitzbucht umbenannt wurde; er erklärte weiter, dass der namibische Präsident nicht die Befugnis besitze, den Namen eines Ortes zu ändern. Die einschlägigen Gesetze verlangten hierfür einen Vorschlag der Stadtverwaltung an den zuständigen Minister, der über den Vorschlag entscheiden müsse. Die Informationen über eine Umbenennung hätten auf einem „Missverständnis“ beruht. Die „Unlust der Regierung zur Korrektur dieses ,Missverständnisses‘“ wurde scharf kritisiert. Albert Kawana, Minister für Präsidentschaftsangelegenheiten erklärte, dass der Umbenennungsprozess nicht abgeschlossen sei und die Regierung an dem Vorhaben festhalte; Präsident Pohamba arbeite an zwei Gesetzen, die es ihm künftig erlauben sollen, die Namen von Orten per Dekret zu ändern. Als Reaktion auf die Ankündigung Kawanas wurde Präsident Pohamba von Einwohnern aufgefordert, eine etwaige Planung zur Umbenennung dieser Stadt „zu beenden und die Bewohner (…) zu konsultieren“.
Am 19. und 20. Februar 2015 lud der Stadtrat alle Interessierten zu einer Informationsveranstaltung über die Änderung des Namens ein. Demnach wurde der Vorschlag zur Umbenennung von einem in Bethanien ansässigen Häuptling der !Aman, einem Unterstamm der Nama, unterbreitet. Namibische Medien berichten unterschiedlich über den aktuellen Stand der Umbenennung. So hat laut New Era der Stadtrat beschlossen, die Umbenennung der Stadt bei der Regierung zu beantragen. Hingegen sprechen Die Republikein und Allgemeine Zeitung davon, dass der Stadtrat noch keine endgültige Entscheidung getroffen habe. Auch die ortsansässige Buchter News sehen noch keine endgültige Entscheidung. Eine mögliche Umbenennung stieß unter den Einwohnern und dem Lüderitz Heritage Committee auf Widerstand, und es wurde ein Plebiszit über die Namensänderung gefordert. Am 24. Februar 2015 stellte die damalige Lüderitzer Bürgermeisterin klar, dass noch keine endgültige Entscheidung zur Umbenennung getroffen wurde. An diesem Stand hat sich seitdem nichts geändert.

## Geographie

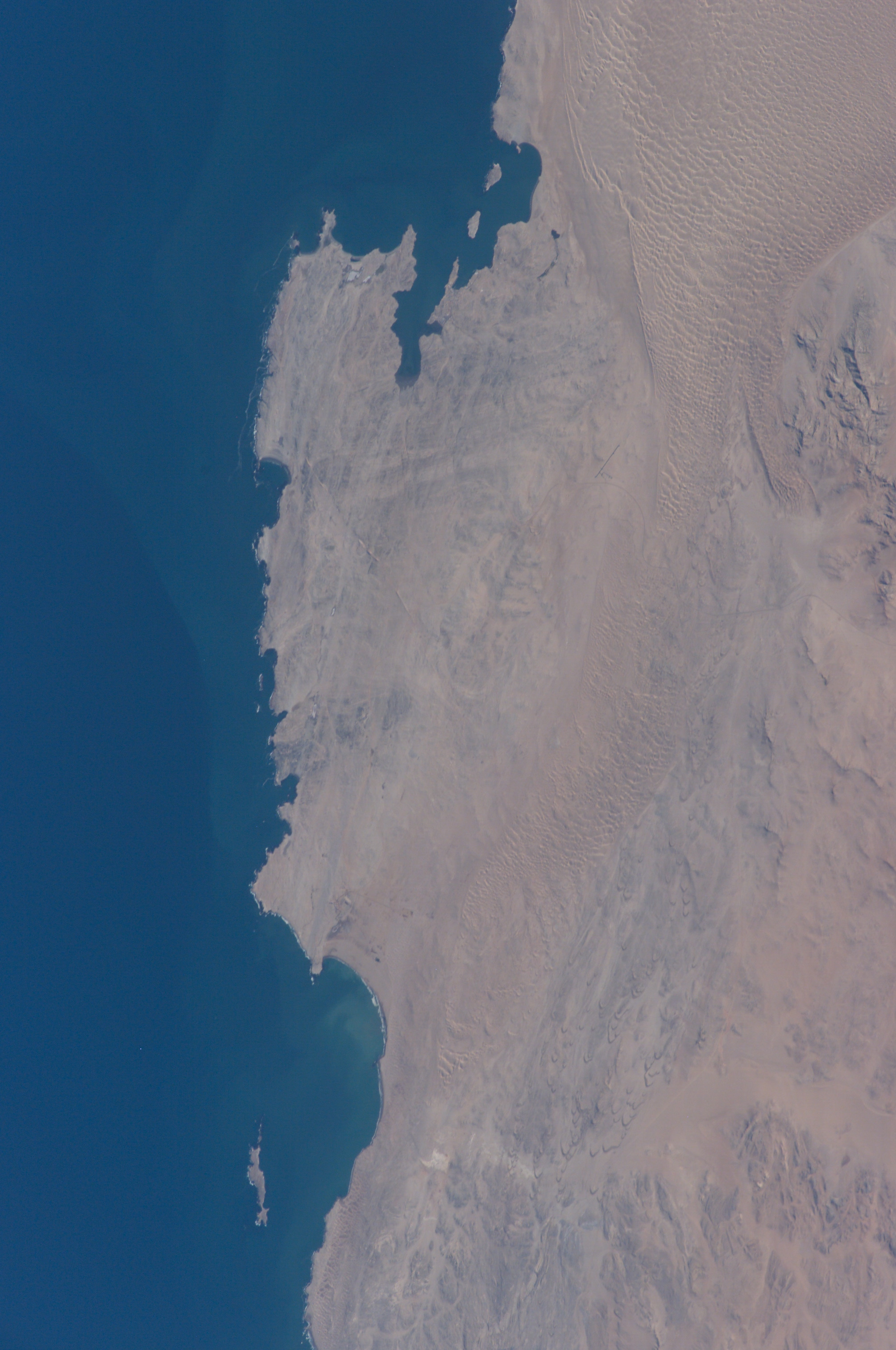
Satellitenbild der Küste von Lüderitz. Lüderitzbucht und -halbinsel in der oberen Bildmitte

### Lage
Die Gemeinde liegt an einer der wenigen natürlichen Buchten der ansonsten unwirtlichen, durch die Namib-Wüste geprägten Diamantenküste. Die Lüderitzbucht ist eine offene Meeresbucht und wird gegen Süden und Südwesten durch die Lüderitzhalbinsel geschützt. Der Halbinsel vorgelagert liegt die durch Pinguine bevölkerte Halifax-Insel, südlich der Halbinsel liegt die landschaftlich reizvolle Große Bucht. Dem Festland vorgelagert sind eine Handvoll unbewohnter Eilande der Pinguin-Inseln, von denen die Pinguininsel und die Seehundinsel der Stadt am nächsten liegen. Innerhalb der Bucht liegt auch die Haifischinsel. Die heutige Halbinsel bildet zum Festland ein besonders geschütztes Hafenbecken, den Roberthafen. Das Stadtgebiet erstreckt sich von der Haifischinsel im Westen bis zum Diamantberg im Süden und dem Nautilusberg im Norden.

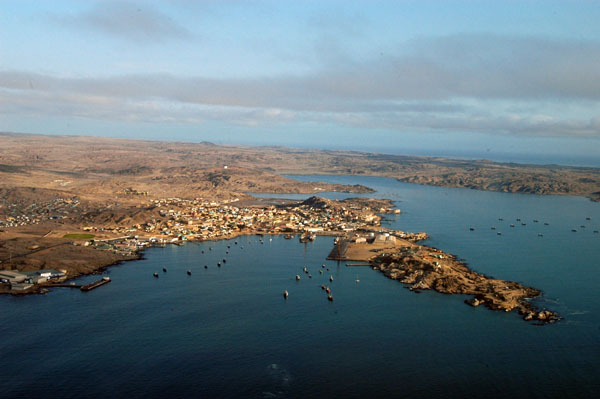
Blick über die Lüderitzbucht
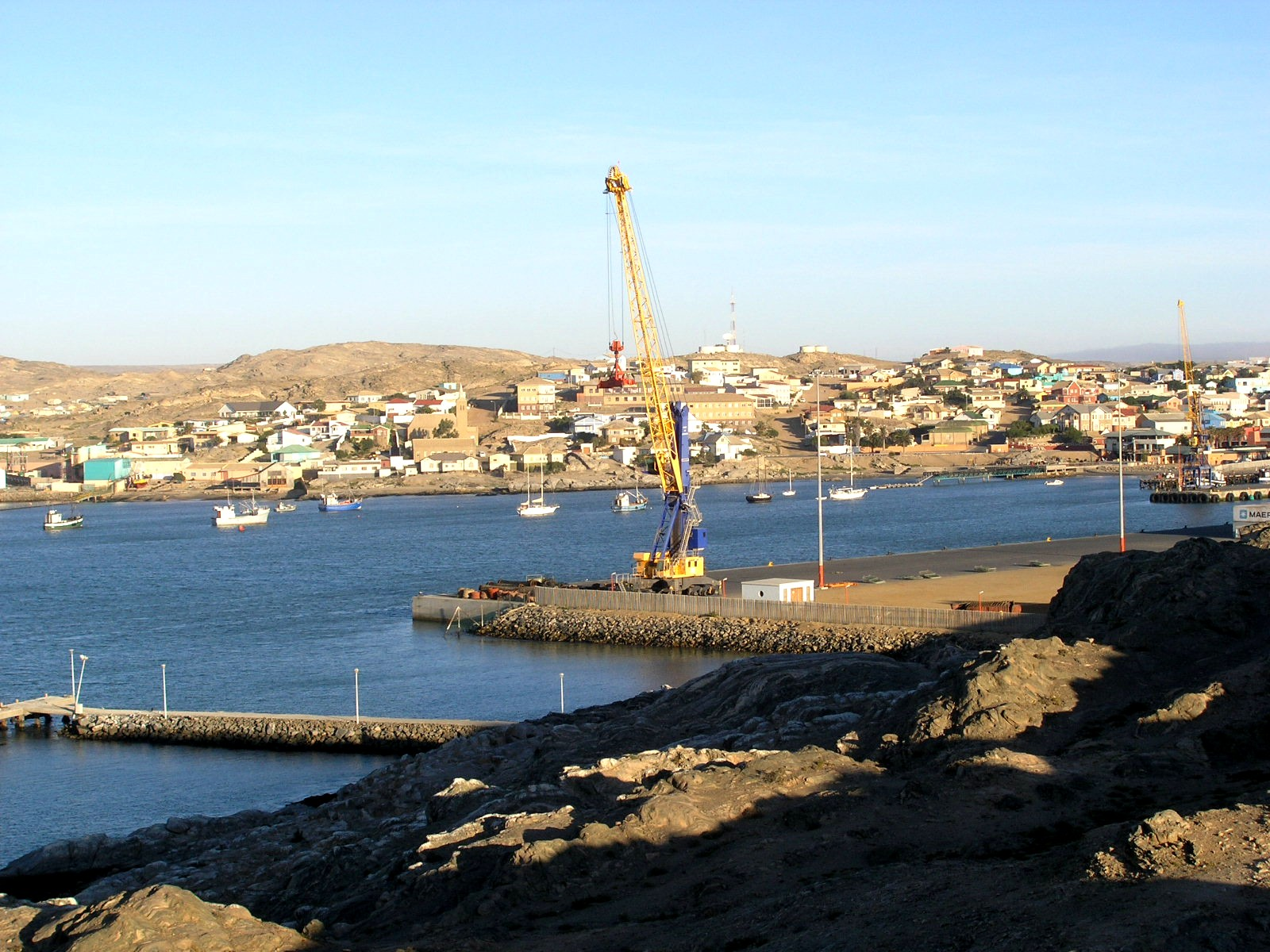
Blick von der Haifischinsel
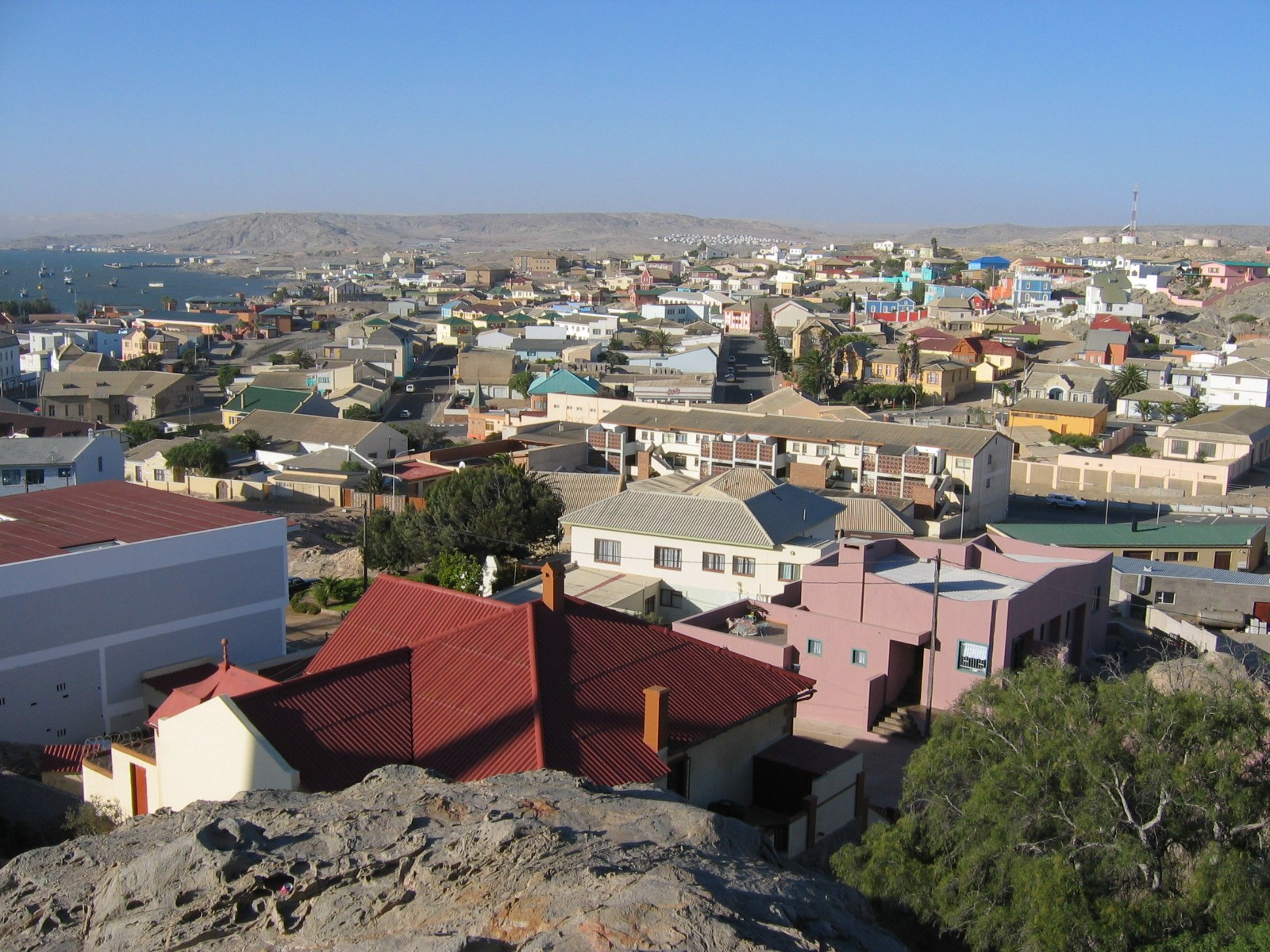
Blick vom Diamantberg
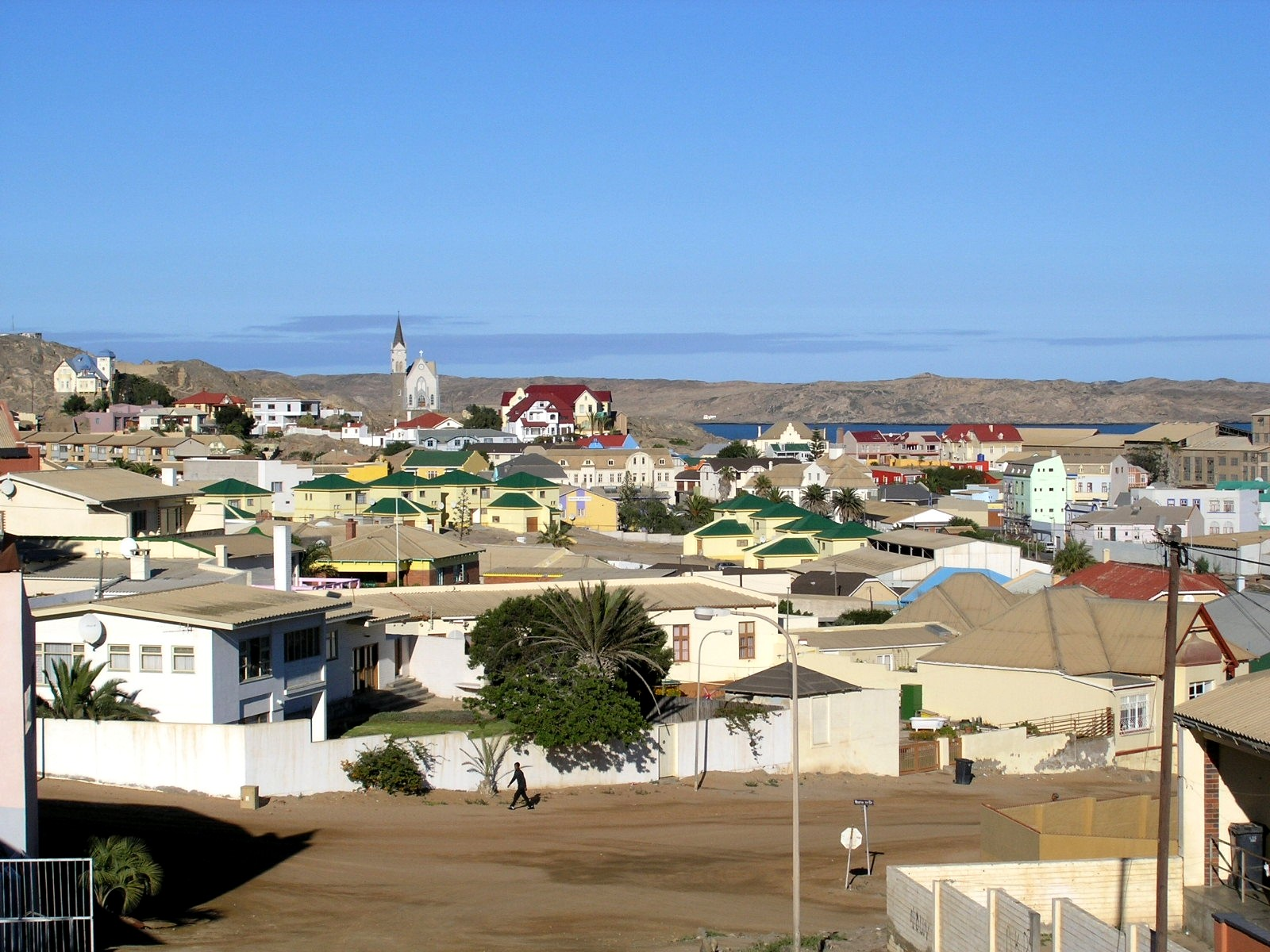
Blick vom Nautilusberg
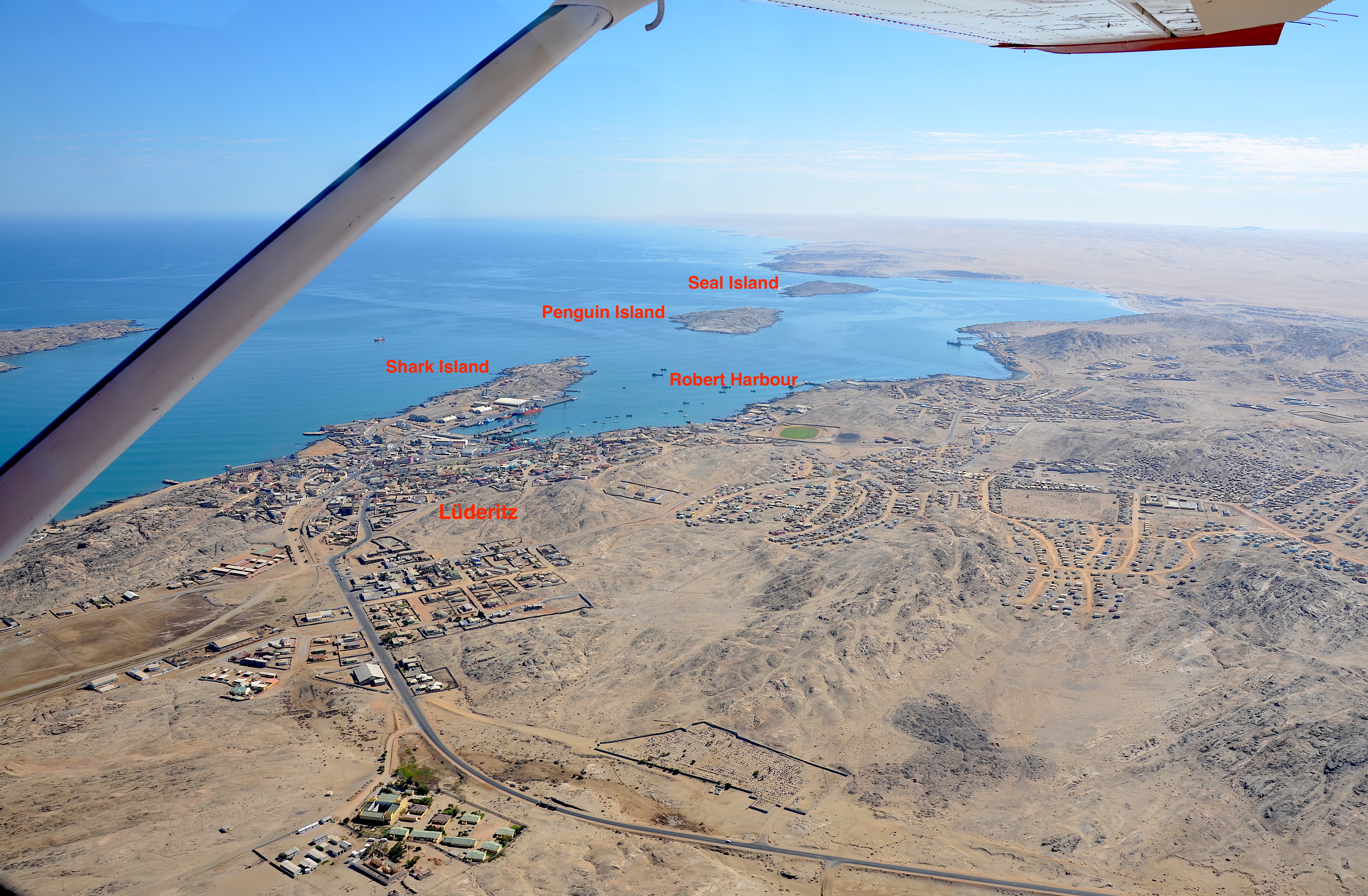
Lüderitz mit Roberthafen und Inseln (2017)

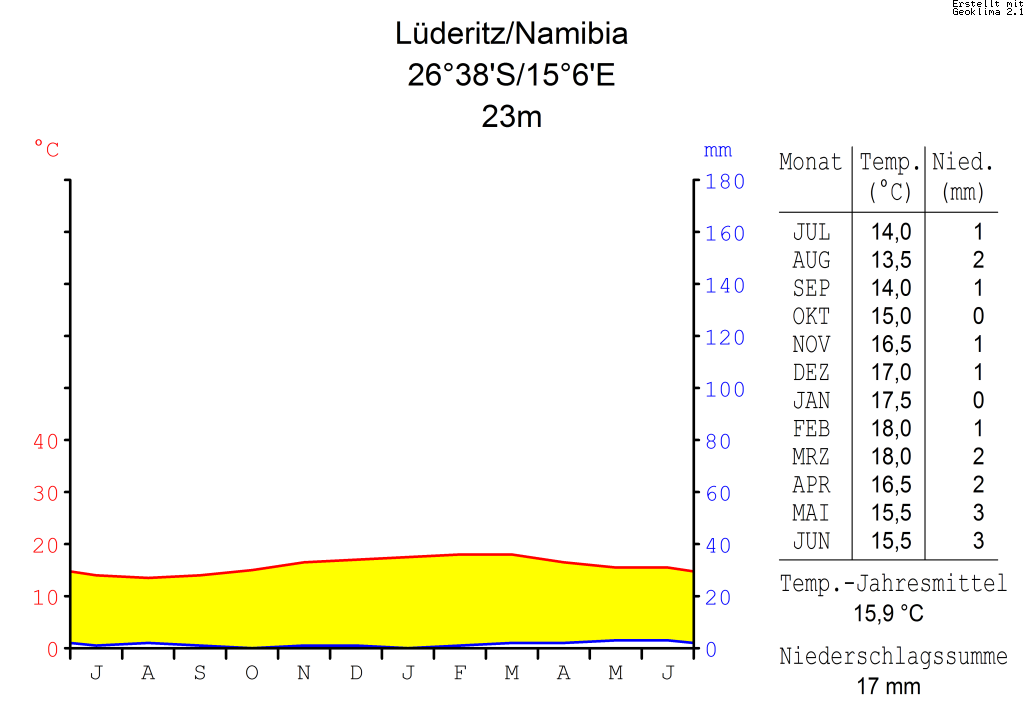
Klimadiagramm für Lüderitz

### Klima
Das Klima in Lüderitz wird wesentlich durch den hier verlaufenden kalten Benguelastrom bestimmt. Die Wassertemperatur des Atlantiks liegt hier meist zwischen 10 und 16 °C. Dabei verhindert die Abkühlung der Lufttemperatur über dem Meer die Bildung aufsteigender, feuchterer Luftmassen und führt zu ablandiger Windströmung. Daher herrscht in Lüderitz, wie in weiten Teilen Namibias, arides Klima; Niederschläge sind äußerst selten. Die thermische Amplitude, der Unterschied der Temperatur zwischen Tag und Nacht, liegt insbesondere im Winter, bei einer kaum ausgeprägten Regenzeit, bei bis zu 20 °C: So kann die Lufttemperatur im Juli und August sowohl 25 °C als auch Werte um den Gefrierpunkt betragen. Im Sommer liegt die Tageshöchsttemperatur dagegen oft deutlich über 30 °C.
Nach der effektiven Klimaklassifikation von Wladimir Peter Köppen und Rudolf Geiger wird dies als kaltes Wüstenklima (BWk) klassifiziert.

### Flora und Fauna
Aufgrund des vorherrschenden Wüstenklimas beschränkt sich die natürliche Flora und Fauna rund um Lüderitz überwiegend auf Meeresbewohner. Der kalte, nährstoffreiche Benguelastrom sorgt für eine reiche Fischfauna, die die Lebensgrundlage für Meeressäuger, wie Delphine und Seebären, sowie für Seevögel, wie Pinguine, Kormorane und Möwen, darstellt. Brutgebiete der Seevögel sind dabei insbesondere die der Küste vorgelagerten Pinguin-Inseln.

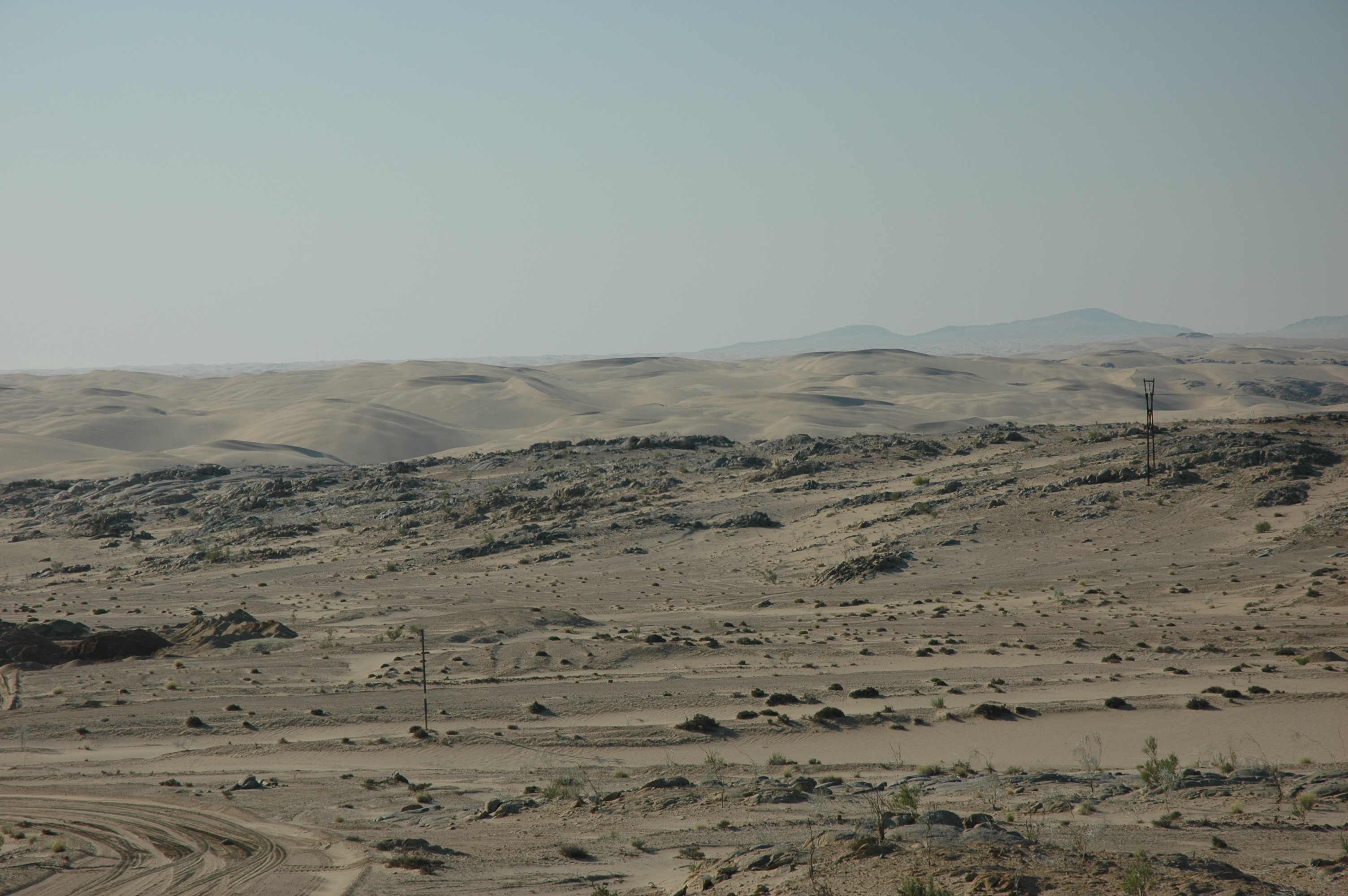
Wüste bei Lüderitz
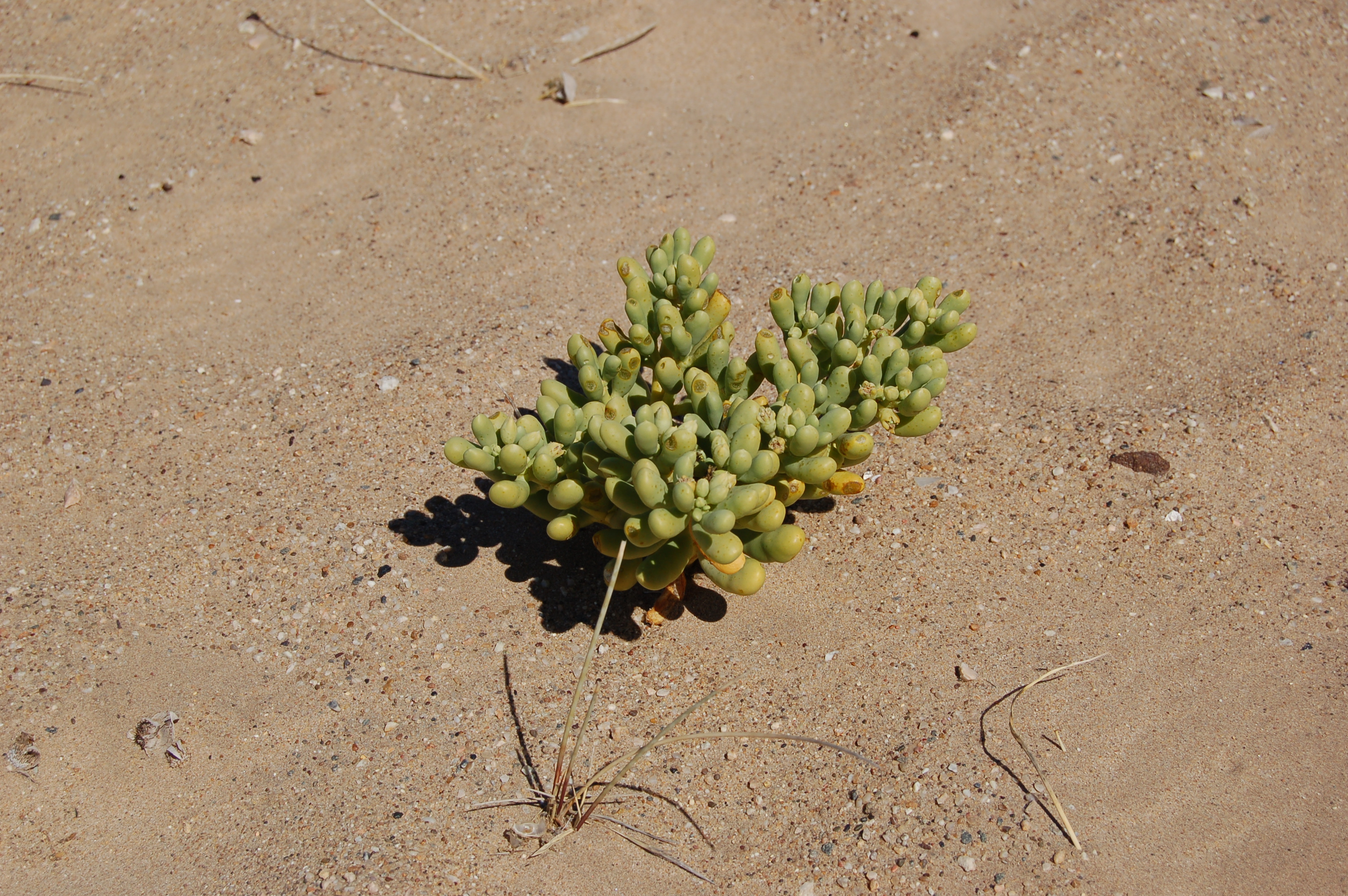
Sukkulente in der Wüste bei Lüderitz
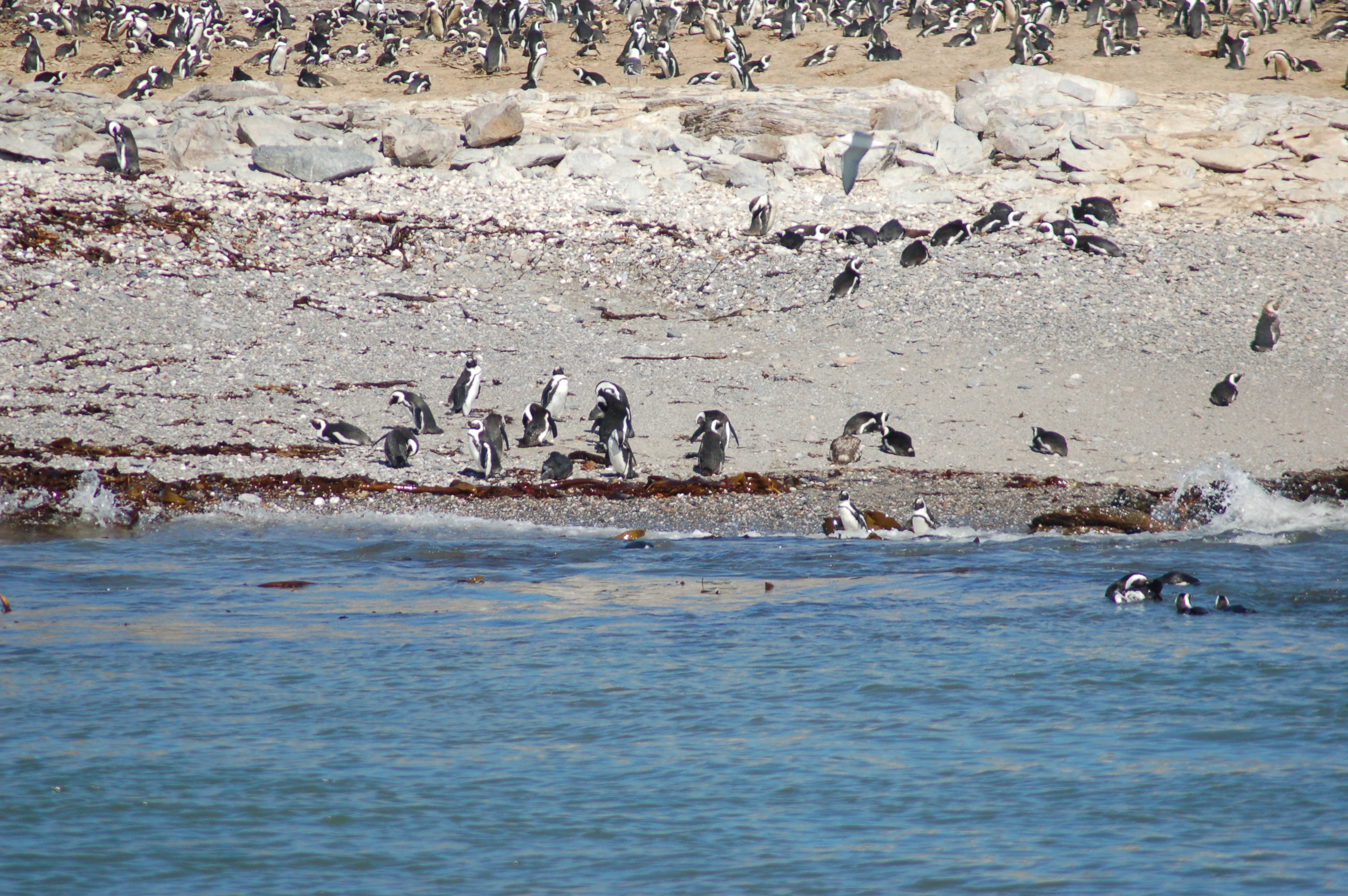
Brillenpinguinkolonie
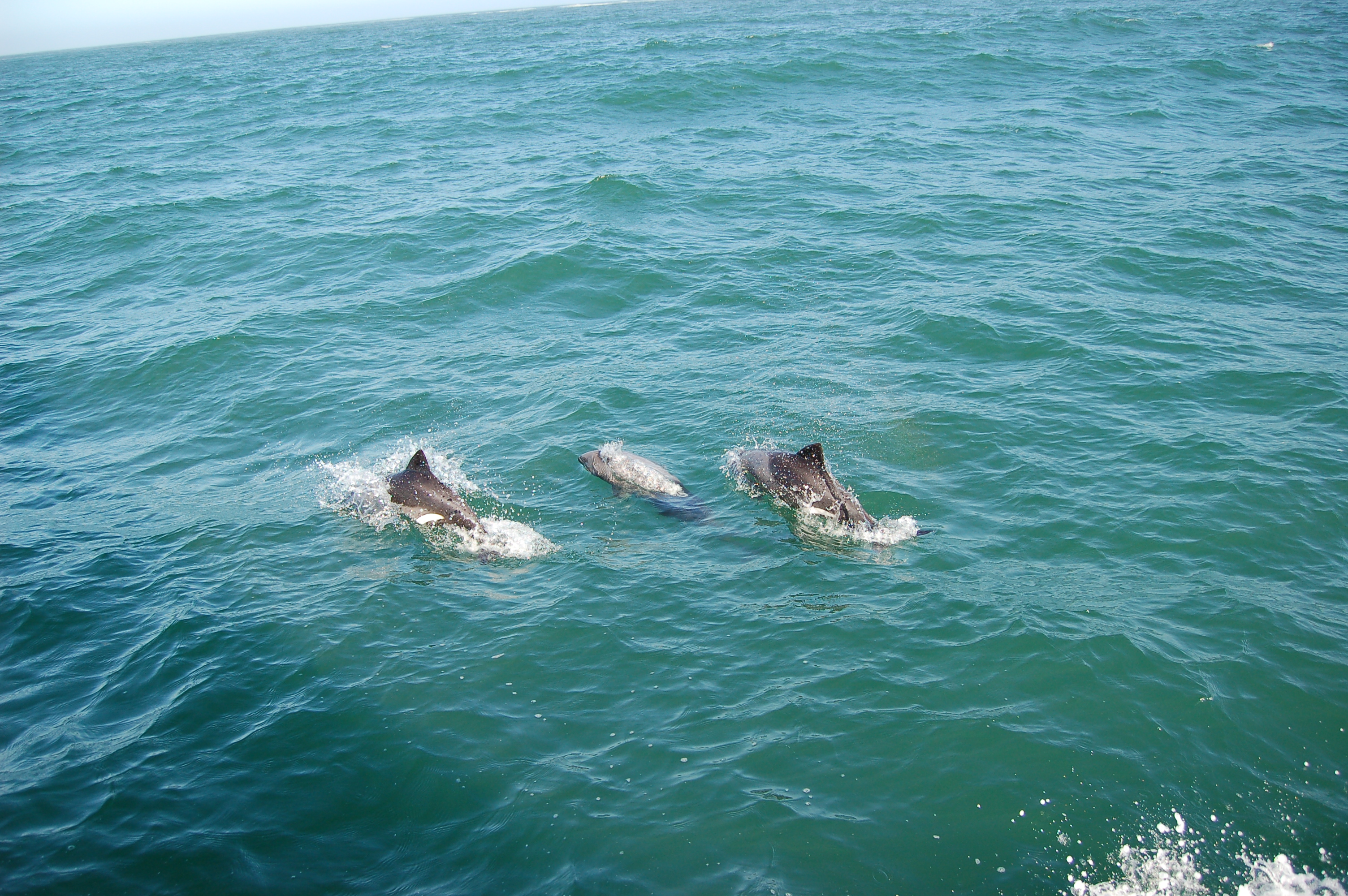
Delphine im Meer vor Lüderitz
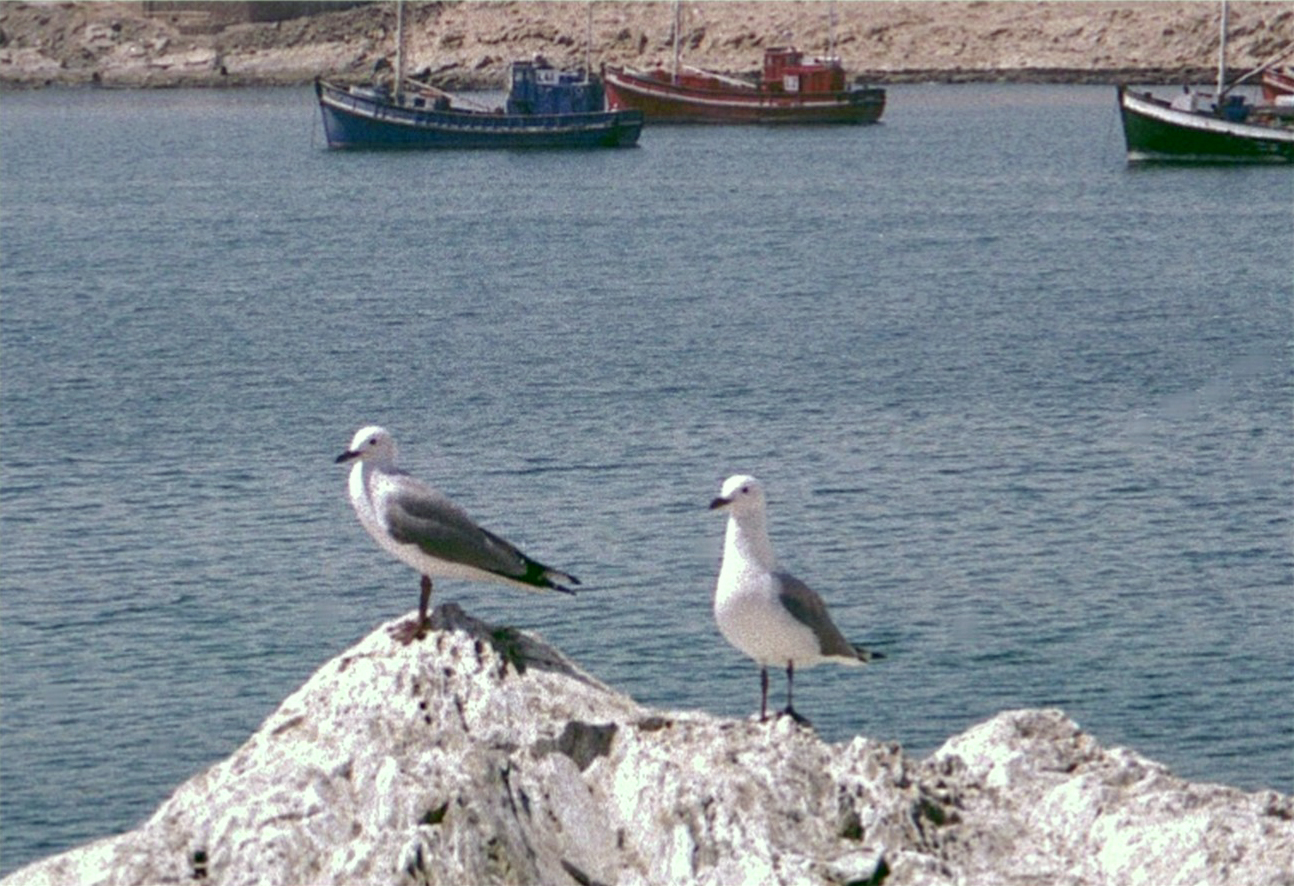
Hartlaubmöwen an der Lüderitzbucht

## Einwohner und Sozialstruktur
Die Einwohnerzahl von Lüderitz wurde zwischen 2001 und 2011 – je nach Quelle – mit 18.340 bis 23.000 Menschen angegeben. Die Volkszählung 2011 ergab eine Einwohnerzahl von nur 12.500 Menschen. Die Bevölkerungszahl von Lüderitz hat sich von zirka 2000 Einwohnern in den 1970er-Jahren auf immerhin zirka 12.500 im Jahr 2011 mehr als versechsfacht. Die Arbeitslosenquote liegt bei etwa 60 % und damit über dem namibischen Durchschnitt.

## Politik

### Wahlen
Bei den Kommunalwahlen 2020 wurde folgendes amtliche Endergebnis nach Sitzen ermittelt. 
| Partei | Sitze |
| ------ | ----- |
| SWAPO  | 3 ▼   |
| IPC    | 2 NEU |
| LPM    | 1 NEU |
| PDM    | 1 ▬   |

### Städtepartnerschaft
Seit 2019 besteht eine Partnerschaft zu Lüderitz, einem Ortsteil von Tangerhütte in Sachsen-Anhalt.

## Wirtschaft und Infrastruktur

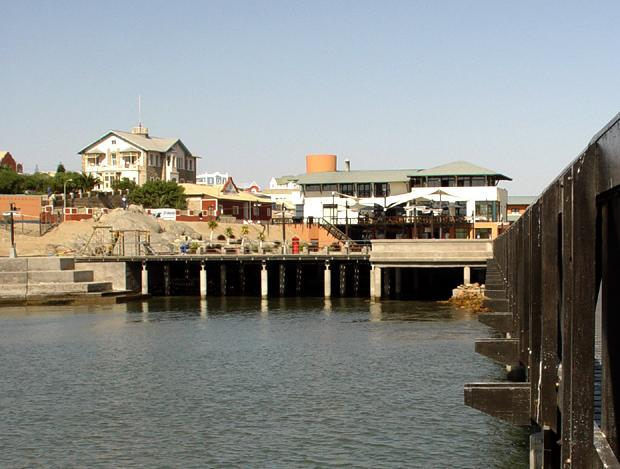
Bereiche der Lüderitz Waterfront

Die Wirtschaft beruht heute vorwiegend auf Fischfang und Tourismus. Besonders der Fang von Langusten, die nach Spanien und Japan exportiert werden, hat eine gewisse Bedeutung. Allerdings mussten die Fangquoten aufgrund massiver Überfischung vermindert werden. Russland erhält durch seine Fanglizenzen etwas für seine Unterstützung des Befreiungskampfes der SWAPO zurück. Deutschland stellte Namibia ein Überwachungsschiff für die Fischereikontrolle zur Verfügung.
In Lüderitz wurde eine vielversprechende Austernzucht aufgebaut, die autark bezüglich der notwendigen Saataustern geworden war. Sie galten zusammen mit den Austern aus Walvis Bay als die besten der Welt. Die Zucht von Shearwater wurde aufgrund einer möglichen Kontaminierung 2015 eingestellt.
Auch eine wirtschaftliche Verwertung von Seegras wurde ins Auge gefasst. Daraus sollten Extrakte für die Nahrungsmittel- und Kosmetikindustrie gewonnen werden. Ebenso brachte der Aus- und Neubau des Hafens Lüderitz Arbeitsplätze für viele auch neu zugezogene junge Menschen.
Diamanten werden heute vorwiegend offshore in Richtung Oranjemund abgebaut. Mit der Entdeckung von Erdgas vor der Küste im Kudu-Erdgas-Feld Ende des 20. Jahrhunderts keimten Hoffnungen auf neue Bodenschätze in der Region um Lüderitz auf.
Seit 2007 wird in Lüderitz mit der Lüderitz Speed Challenge alljährlich einer der wichtigsten internationalen Kite- und Windsurf-Wettbewerbe ausgetragen.
Anlässlich der 100-Jahr-Feier der Stadt im Jahre 1983 wurden zahlreiche Gebäude aus der Kolonialzeit restauriert. Die im Jahre 2002 eröffnete Lüderitz Waterfront ist ein weiteres Zeichen für den in den Ort zurückkehrenden Optimismus und lässt für die Zukunft hoffen.
Die Umgebung von Lüderitz ist (Stand 2023) als Standort eines großen, von Deutschland unterstützten Projektes zu Grünem Wasserstoff sowie mit norwegischer Unterstützung für den Aufbau einer Lachsfarm vorgesehen.

### Verkehr

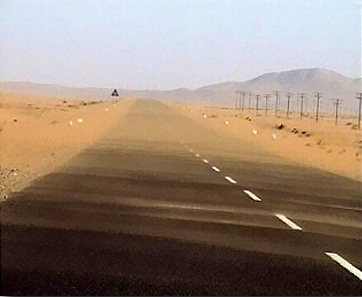
Die B4 bei Lüderitz

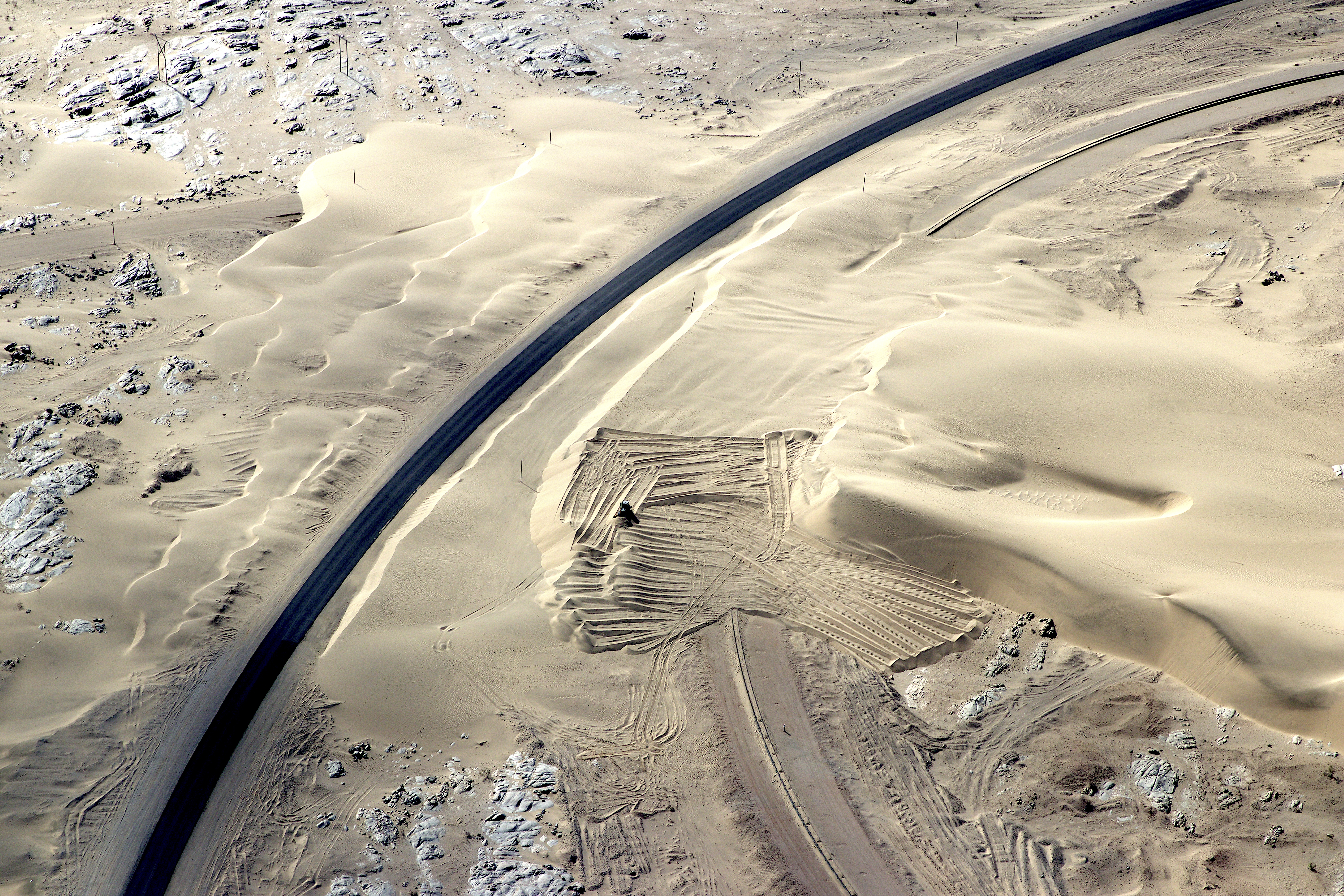
Versandete Bahnstrecke 15 km südöstlich von Lüderitz im April 2018

Vom Flughafen Lüderitz wurden Linienflüge innerhalb Namibias sowie nach Kapstadt durchgeführt. Seit der Pleite der Air Namibia wurde der Flugverkehr eingestellt.
Die Lüderitzbahn nach Seeheim und Keetmanshoop ist heute (2018) wegen Sandverwehungen nicht in Betrieb. Mit dem Auto durchquert man auf der Nationalstraße B4 den bis an die Küste reichenden Sperrgebiet-Nationalpark, das ehemalige Diamantensperrgebiet. Die B4 ist auch Teil des Trans-Oranje-Korridors der Walvis Bay Corridor Group und verbindet den Osten der südafrikanischen Provinz Nordkap mit dem Seehafen Lüderitz.

### Bildung
Die Gemeinde verfügt über fünf staatliche Schulen:
- Van Ryn Pre-Primary School[31]
- Helene Van Ryn Primary School[32]
- Nautilus Primary School
- Diaz Junior Secondary School
- Luderitz Secondary School
- Lüderitz Blue Private School[33]

## Sehenswürdigkeiten
Große Teile der Stadt stammen aus der wilhelminischen Kaiserzeit und sind im Jugendstil errichtet. Ausgedehnte Straßenzüge wurden während der 1990er Jahre großzügig restauriert. In Lüderitz stehen insgesamt elf der rund 130 Nationalen Denkmäler in Namibia:
- Das Haus Glück Auf,
- die Haifischinsel,
- die evangelisch-lutherische Felsenkirche (1912) mit dem dahinterliegenden Diamantberg; Teile der geschnitzten Inneneinrichtung wurden vom ersten evangelischen Pfarrer Metzner aus seiner Heimatstadt Kaltennordheim in der Rhön importiert,[34]
- das Lüderitz-Denkmal,
- der Bahnhof Lüderitz,
- das Krabbenhöft-und-Lampe-Gebäude,
- das Gebäude der ehemaligen Deutsche Afrika-Bank,
- das Historische Doppelhaus,
- das Goerke-Haus (1909–1911). Es diente später als Sitz des Magistrats,
- das Kreplin-Haus und
- der Standort des Originalkreuz des Bartolomeu Diaz an der Diaz-Spitze

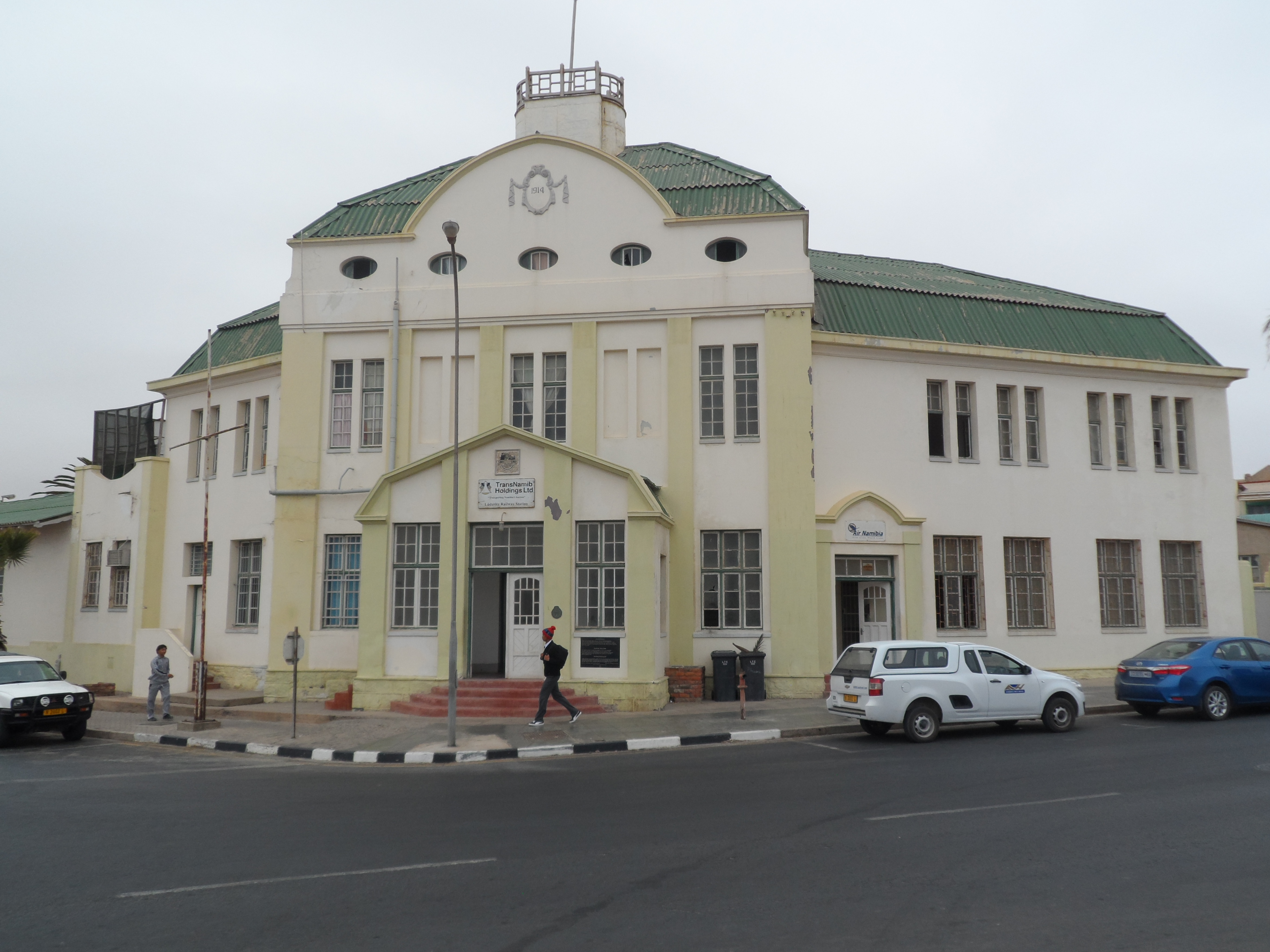
Alter Bahnhof
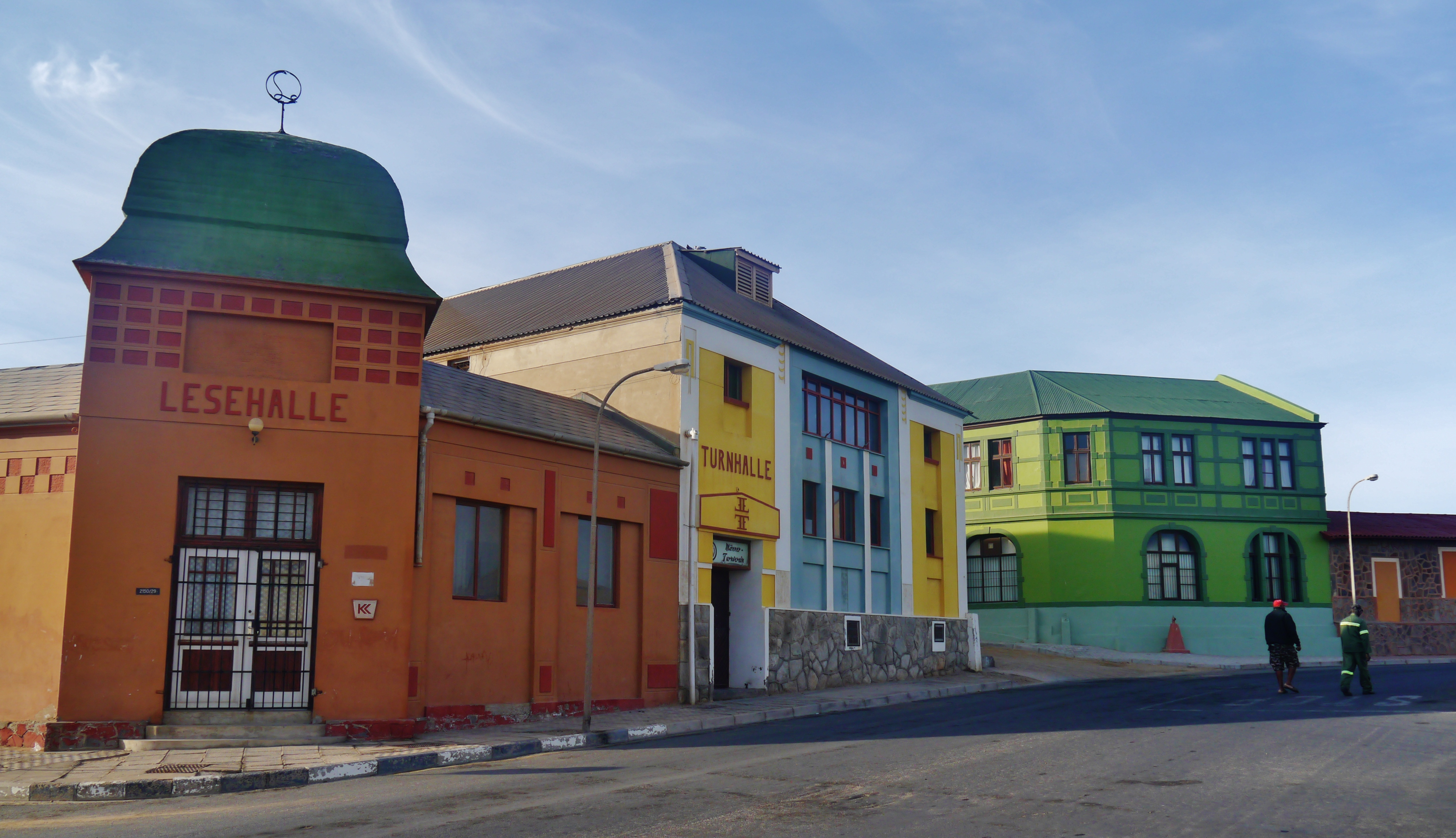
Lesehalle und Turnhalle
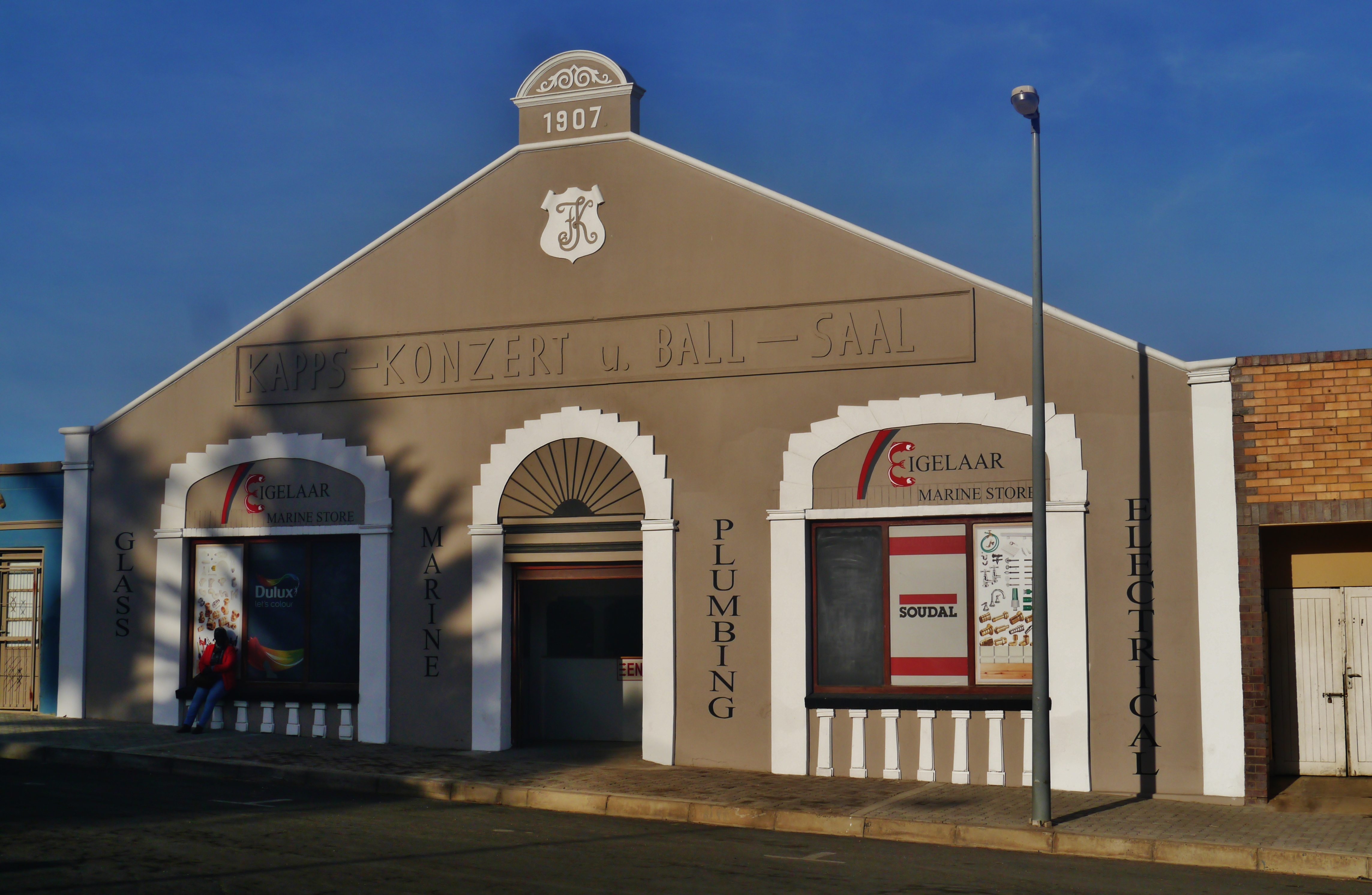
Der Kapps „Konzert- und Ballsaal“, heutiges Kapps-Hotel
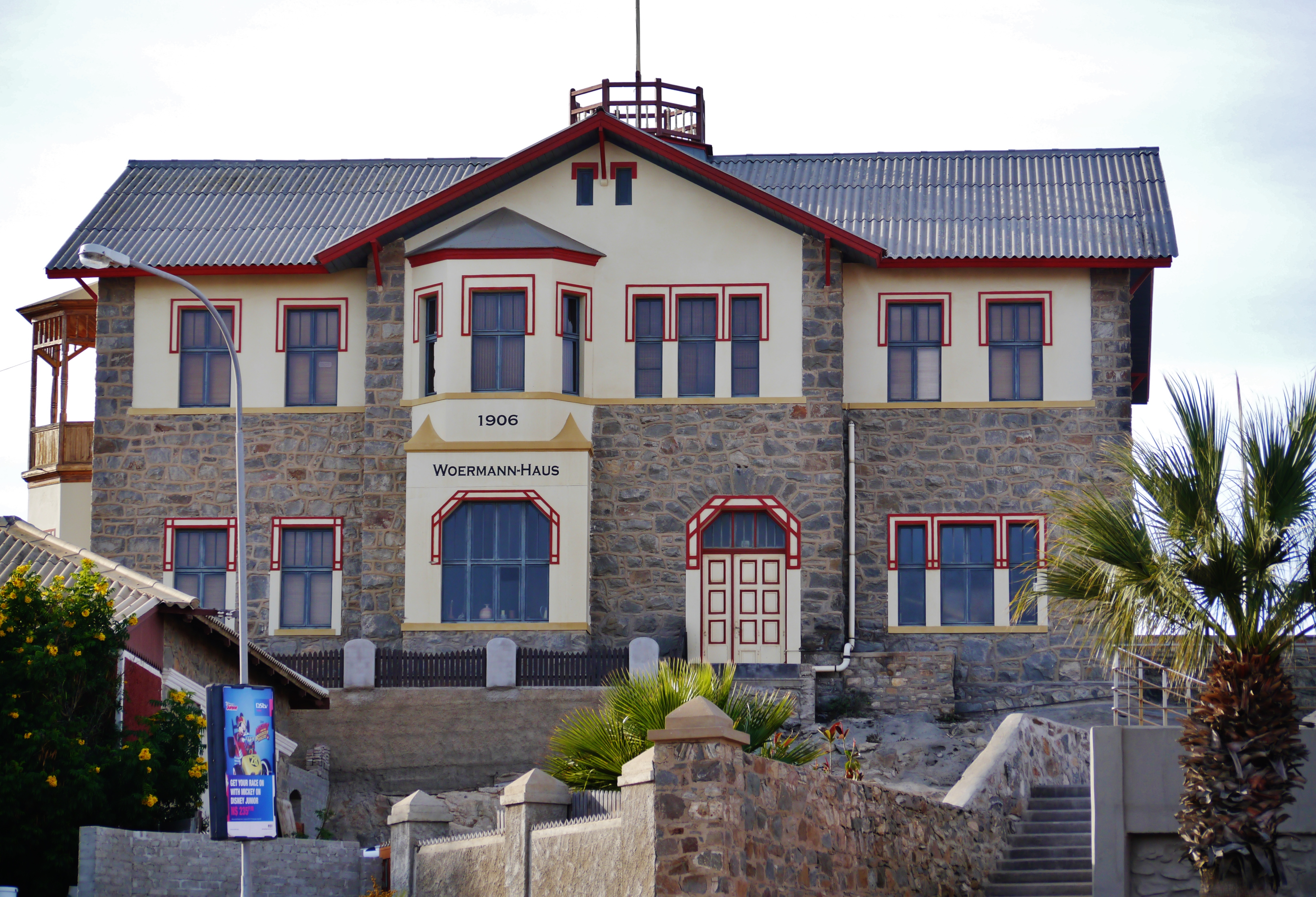
Das Woermannhaus
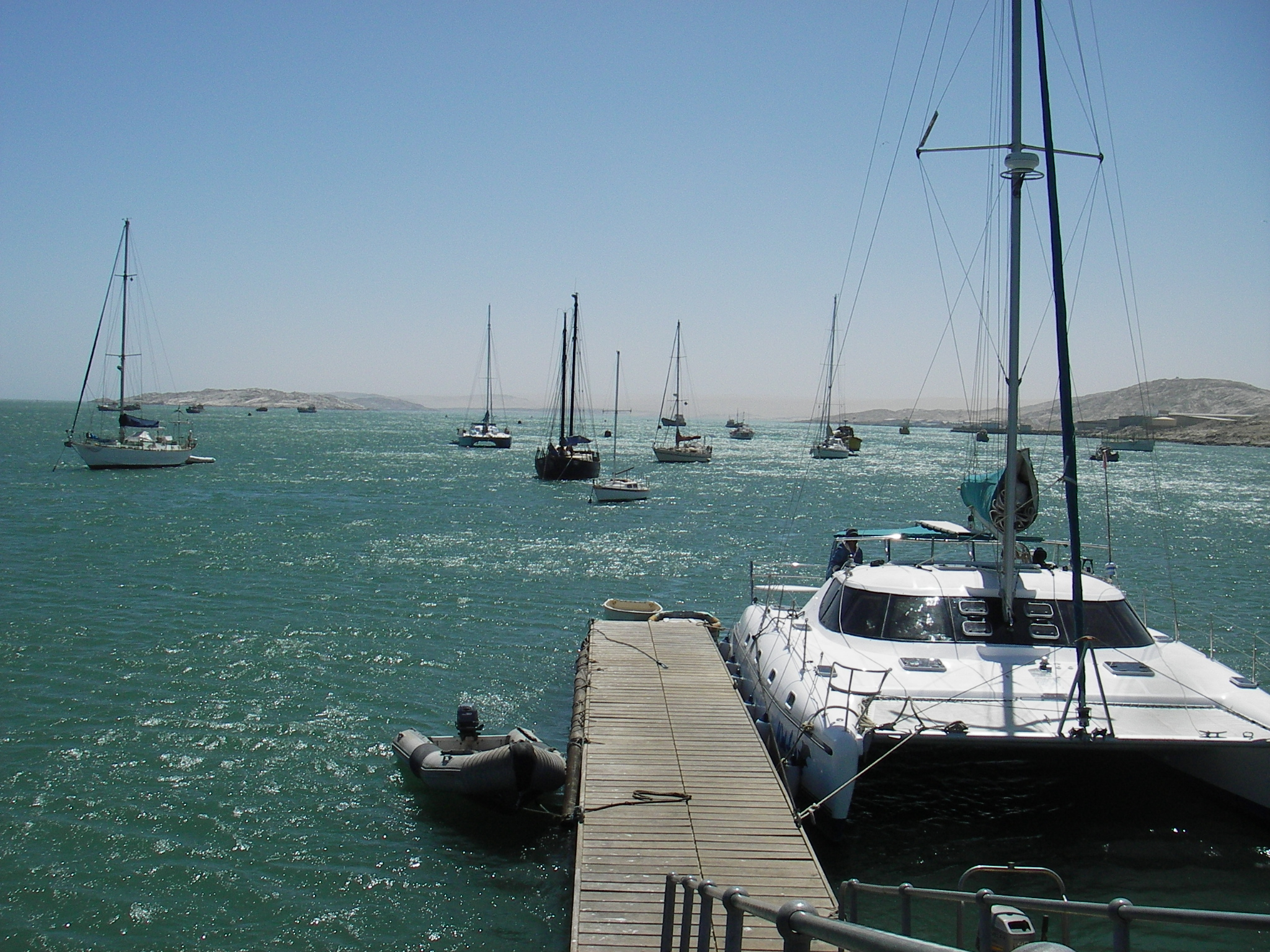
Der Roberthafen

Andere Gebäude in Lüderitz sind die Lesehalle und die Turnhalle, beides Gebäude aus der deutschen Kolonialzeit (sie erfüllen heute noch ihre Aufgaben als Bücherei beziehungsweise als Turnhalle und Veranstaltungssaal), außerdem das Kapps-Hotel (ein Konzert- und Ballsaal) und das Woermannhaus (bedeutend kleiner als das Woermannhaus in Swakopmund). Das kleine Lüderitzer Stadtmuseum zeigt Exponate aus der Geschichte der Stadt. Bei der Anfahrt nach Lüderitz durch das Diamantensperrgebiet kann man etwa 120 Kilometer vor Lüderitz, nahe dem Dorf Aus, wilde Wüstenpferde sehen. In Aus steht auch das denkmalgeschützte ehemalige Kriegsgefangenenlager Aus. Das von Lüderitz etwa zehn Kilometer entfernte Kolmanskuppe war dank reicher Diamantenvorkommen um 1910 vielleicht die wohlhabendste Siedlung der Welt und ist heute eine Geisterstadt.
Die Seelage der Gemeinde bietet eine Reihe Küstenabschnitte, z. B. die südlich gelegene Große Bucht, jenseits der Griffithbucht. Auch die Lüderitzhalbinsel besitzt zahlreiche Sandbuchten, -strände und Lagunen. Sehenswert sind das Steinkreuz an der Diaz-Spitze oder die Pinguine und Flamingos rund um die Halifax-Insel.
Im September wurde das Namibia Maritime Museum, das größte Schifffahrtsmuseum Afrikas, eröffnet.

## Söhne und Töchter der Stadt
- Thomalina Adams (* 1993), namibische Fußballerin
- Anton Lubowski (1952–1989), namibischer Anti-Apartheids-Aktivist
- Joe Madisia (* 1954), namibischer Künstler
- Stacey Naris (* 1991), namibische Fußballerin

## Filme und Audio
- NovaNam (Hrsg.): Lüderitz: A City Born from the Sea, Dokumentation, 2019.
- Margit Hainzl, Emil Wimmer: Ambiente Spezial: Zeitreise ins Wüstenland. Namibia und seine gegenwärtige Vergangenheit. Radio Ö1, oe1.orf.at, gesendet 18. Dezember 2016, 10:05–11:00 Uhr, 7 Tage frei nachhörbar.